# Мчита муруцхи
«Мчита муруцхи» (лазск. Mçiʇa muruꞀ ħi — «Красная звезда») — газета на лазском языке, издававшаяся в Абхазской ССР в 1929 году. Была органом Абхазского обкома КП(б) Грузии и Абхазского ЦИКа.
Была первым и вплоть до 2013 года единственным в мире периодическим изданием на лазском языке. Главным редактором газеты был Искандер Циташи. Первый номер на двух полосах вышел 7 ноября 1929 года. Материалы газеты были набраны латинизированным алфавитом, так как она предназначалась прежде всего для распространения среди турецких лазов. Издание газеты вызвало протесты со стороны турецкого правительства, в результате чего она была закрыта после выхода всего двух номеров.
В 2013 году в Стамбуле было начато издание второй в истории газеты на лазском языке — она была названа «Муруцхи» в честь своей предшественницы.